# Puchkirchen am Trattberg
Puchkirchen am Trattberg is een gemeente in de Oostenrijkse deelstaat Opper-Oostenrijk, gelegen in het district Vöcklabruck. De gemeente heeft ongeveer 900 inwoners.

## Geografie
Puchkirchen am Trattberg heeft een oppervlakte van 8 km². De gemeente ligt in het zuidwesten van de deelstaat Opper-Oostenrijk. Het ligt ten noordoosten van de deelstaat Salzburg en ten zuiden van de grens met Duitsland.
- Gemeinsame Normdatei: 1022417452
- Virtual International Authority File: 244290532